# Rhodes Minnis
Rhodes Minnis är en ort i grevskapet Kent i sydöstra England. Orten ligger i distriktet Folkestone and Hythe, cirka 10,5 kilometer nordväst om Folkestone. Tätorten (built-up area) hade 175 invånare vid folkräkningen år 2021.